# Pattarapol Naprasert
Pattarapol Naprasert (thailändisch ภัทรพล นาประเสริฐกี, * 1. Januar 1994) ist ein thailändischer Fußballtrainer.

## Karriere
Pattarapol Naprasert begann seine Trainerlaufbahn im jungen Alter von 29 Jahren beim Zweitligisten Uthai Thani FC. Bei dem Verein aus Uthai Thani übernahm er im Oktober 2022 das Traineramt von Somchai Makmool. Am Ende der Saison belegte er mit dem Verein den dritten Tabellenplatz und qualifizierte sich für die Aufstiegsspiele zur ersten Liga. Im Halbfinale konnte man sich gegen den Suphanburi FC durchsetzen. Die Finalspiele gegen den Customs United FC wurden beide gewonnen. Ab der der Saison 2022/23 spielte er mit Uthai Thani in der ersten Liga. Nach dem zweiten Spieltag wurde er nach zwei Niederlagen vom Klub als Cheftrainer freigestellt und er übernahm das Amt des Co-Trainers. Im Januar 2024 wurde er Cheftrainer beim Bangkoker Zweitligisten Kasetsart FC. Hier löste er Chusak Sribhum an der Seitenlinie ab. Bei dem Hauptstadtverein stand er bis Juni 2024 unter Vertrag.